# Jorge Moreira (futebolista)
Jorge Luis Moreira Ferreira (Villarrica, 1 de fevereiro de 1990) é um futebolista profissional paraguaio que atua como lateral-direito.

## Seleção nacional

### Sub-20
Estreou na Seleção Paraguaia Sub-20 em 2009.

## Estatísticas
Até 11 de abril de 2013.

### Clubes
| Clube             | Temporada         | Campeonato nacional | Campeonato nacional | Copa nacional | Copa nacional | Competições continentais[a] | Competições continentais[a] | Outros torneios[b] | Outros torneios[b] | Total | Total |
| Clube             | Temporada         | Jogos               | Gols                | Jogos         | Gols          | Jogos                       | Gols                        | Jogos              | Gols               | Jogos | Gols  |
| ----------------- | ----------------- | ------------------- | ------------------- | ------------- | ------------- | --------------------------- | --------------------------- | ------------------ | ------------------ | ----- | ----- |
| Libertad          | 2010              | 0                   | 0                   | 0             | 0             | 0                           | 0                           | 0                  | 0                  | 0     | 0     |
| Libertad          | 2011              | 0                   | 0                   | 0             | 0             | 0                           | 0                           | 0                  | 0                  | 0     | 0     |
| Libertad          | 2012              | 0                   | 0                   | 0             | 0             | 0                           | 0                           | 0                  | 0                  | 0     | 0     |
| Libertad          | 2013              | 0                   | 0                   | 0             | 0             | 0                           | 0                           | 0                  | 0                  | 0     | 0     |
| Libertad          | Total             | 0                   | 0                   | 0             | 0             | 0                           | 0                           | 0                  | 0                  | 0     | 0     |
| Total na carreira | Total na carreira | 0                   | 0                   | 0             | 0             | 0                           | 0                           | 0                  | 0                  | 0     | 0     |

- a. ^ Jogos da Copa Libertadores e Copa Sul-Americana
- b. ^ Jogos do Jogo amistoso

## Títulos
River Plate
- Copa Libertadores da América: 2018

 Libertad
- Campeonato Paraguaio (2): 2010 (Clausura), 2012 (Clausura)